# Strausberg
Strausberg é uma cidade da Alemanha, centro mayor do distrito de Märkisch-Oderland, estado de Brandemburgo.

## Localização
Strausberg situa-se às 30 km leste distante de Berlim e 30 da fronteira polaca de Kostrzyn.

## Historia
Strausberg foi fundado em torno de 1240 e em 1333 seu primeiro salão de cidade foi construído. Hoje uma histórica parede defensiva limita a cidade velha. A cidade foi o centro administrativo do distrito "Strausberg" até 1993.

## Personalidades
- Andreas Angelus (1561-1598)
- Johannes Haw (1871-1949)
- Georg Kurtze (19??-1945)
- Gertrud Rossner (1903-1984)
- Sigmund Jähn (1937)
- Michael Gartenschläger (1944-1976)

## Geminações
- Dębno, Polónia (1978)
- Frankenthal, Alemanha (1990)
- Terezín, Chéquia (1998)

## Imagemes

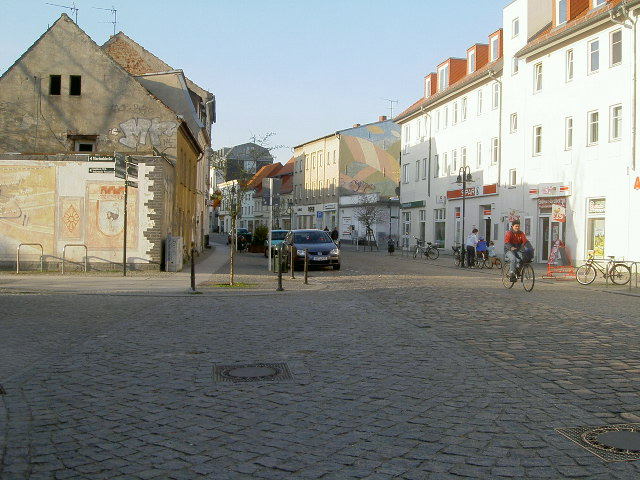
Cidade velha
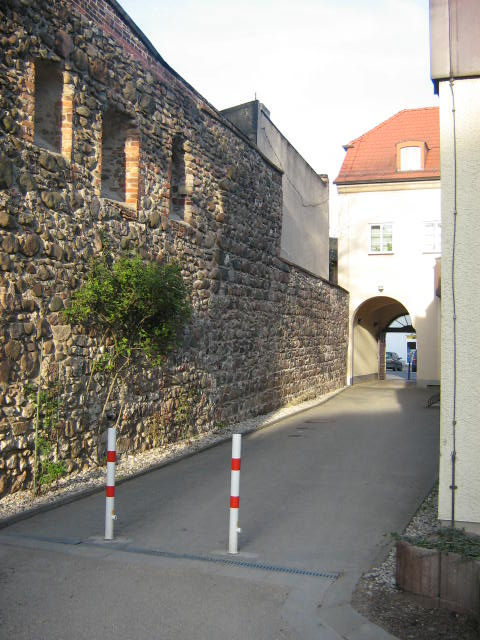
Parede
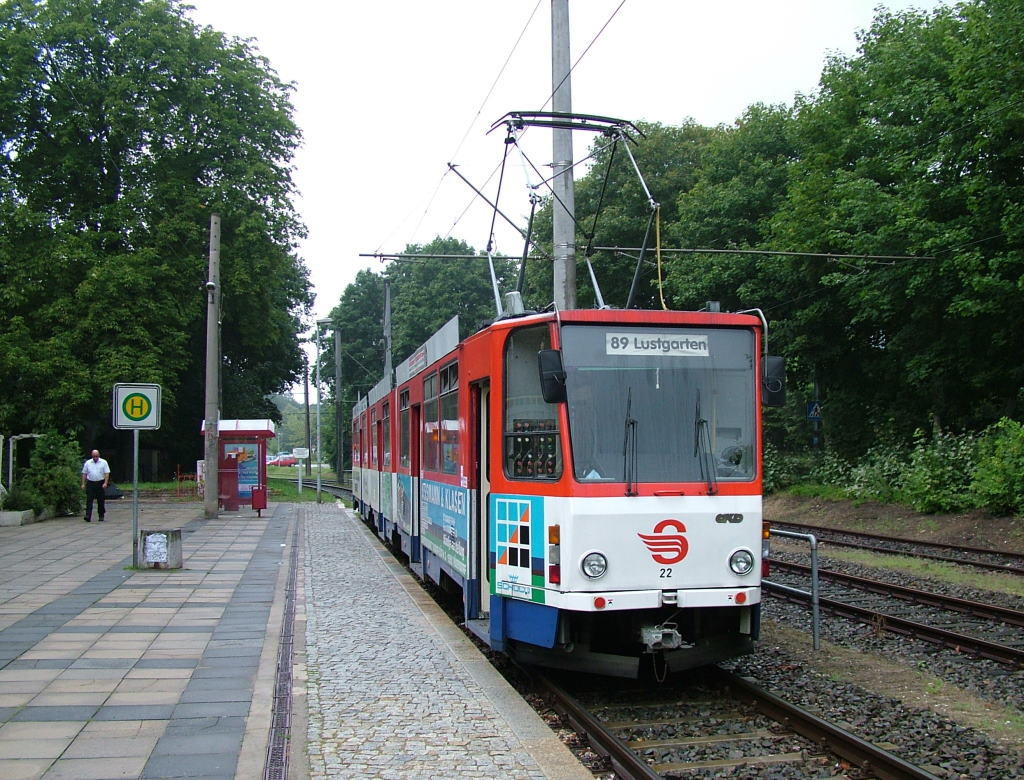
Eléctrico em la cidade
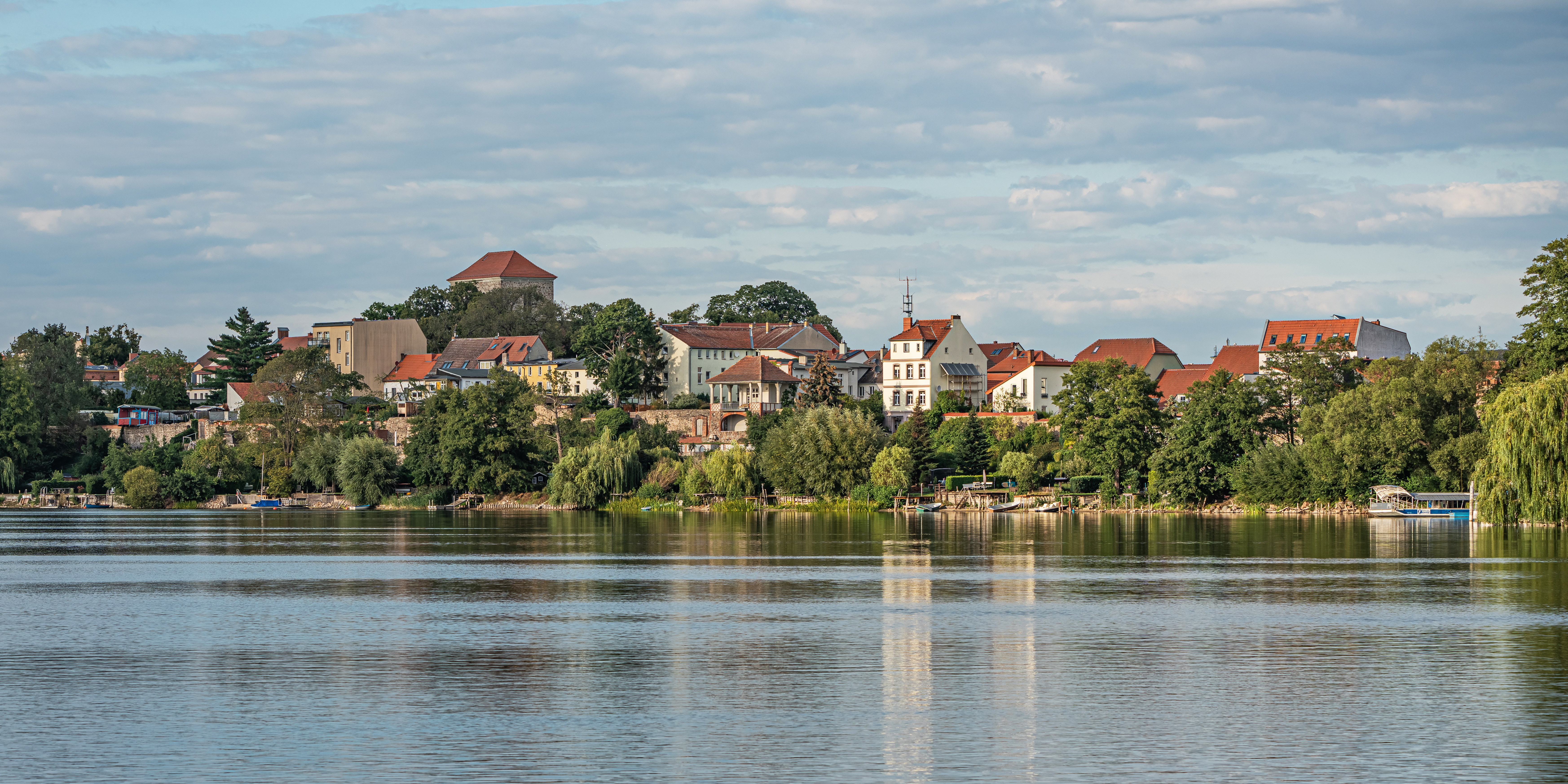
Lago Straussee